# Torre Nova Diagonal
La Torre Nova Diagonal es un rascacielos residencial en Barcelona, Cataluña, España de 22 plantas. Construido entre 2003 a 2007, mide 86 metros de  altura y está ubicado en el número 83 de la avenida Diagonal.